# کولوئوگو
کولوئوگو شهری در شهرستان رولو در استان بام در بورکینافاسوی شمالی است و جمعیت آن ۸۹۰ نفر است.